# IMPERIAL大阪堂島出入橋
『IMPERIAL大阪堂島出入橋』（インペリアル おおさかどうじまでいりばし）は、日本の映画作品。短編映画『MIRRORLIAR FILMS Season2』の1篇。 2022年2月18日に全国公開された。監督・脚本は三島有紀子。主演は佐藤浩市。
アメリカ、ハリウッドで行われる『グローバル・ステージ・ハリウッド映画祭』のショートフィルム部門に招待され、2023年10月７日、８日チャイニーズシアターで上映されることが決定した。

## 受賞
- 2023年グローバル・ステージ・ハリウッド映画祭 「ベストショート」を受賞
- 2024年アメリカシアトルでのインディペンデント映画を中心とした映画祭「第9回シアトル映画祭」で、撮影の山村卓也が短編映画国際部門の最優秀撮影賞を受賞

## ストーリー
監督自身の思い出の店・大阪・堂島の洋食レストラン「インペリアル」の閉店をきっかけに、在りし日の店を”記録“として残そうとした私小説的な一篇。佐藤浩市扮する、35年間店と共に歴史を積み重ねてきたシェフが、過去を振り返り再び希望を見いだす一夜を11分30秒の圧巻の長回しで魅せる。

## キャスト
- 佐藤浩市
- 宮田圭子
- 下元史朗
- 和田光沙

## スタッフ
- 監督：三島有紀子
- 脚本：三島有紀子、三島豊子
- プロデューサー：山嵜晋平
- 音楽：田中拓人
- 撮影：山村卓也
- 照明：常谷良男
- 録音：浦田和治
- 音響効果：大塚智子
- 助監督：大城義弘
- スタイリスト：丸山佳奈、小田知佳
- ヘアメイク：冨田晶
- 撮影助手：神野誉晃
- 録音助手：前田一穂
- 照明助手：頼光莉子、平田依沙名
- 制作部応援：川原伸一、白神馨之
- DIスタッフ：橋本智大、相馬仁美、檜山めぐみ、吉田一真、福寄泰陽
- ダビングエンジニア：渡辺未佳
- 特別協力：一般社団法人実践倫理宏正会、「インペリアル」、川口耕平
- 制作協力：ブーケガルニフィルム
- 制作：アンドピクチャーズ
- 配給：イオンエンターテイメント